# Fahreddin Ahmed Bey
Fahreddin Ahmed Bey o Kakhr al-Din Ahmad Beg (? - 1349) fou emir o bei de la dinastia dels karamànides. Era fill de Bedreddin I İbrahim Bey, beg karamànida de Laranda. Vers el 1328 els karamànides dirigits pel seu pare Ibrahim Beg, van conquerir Beyshehri, antiga capital dels ashràfides (dinastia eliminada pels mongols il-kànides vers el 1326) i Konya. El govern d'aquesta segona va ser per Ahmad Beg. El 1342 o 1343 va ajudar el seu oncle Alâeddin Halil Mirza Bey (governador de Beyşehir) a apoderar-se d'Ermenek. Ibrahim va morir en data desconeguda entre 1346 i 1349, probablement prop del 1347 i el seu fill Fahreddin Ahmed Bey, el va succeir reunint Konya i Laranda. Poc després (vers 1348) va morir el seu oncle Alâeddin Halil Mirza Bey i va heretar Ermenek i Beyşehir. Així Ahmad va reunir tots els dominis karamànides (Konya, Laranda, Ermenek i Beyşehir) potser amb l'excepció dels territoris de la branca dels karamànides d'Alanya. Segons l'historiador Shikari va morir en lluita contra els mongols. Si bé l'enemic resta a concretar (Ala al-Din Eretna?) és segur que va morir en combat, ja que a la seva tomba (datada el 1349) se'l considera "xahid" (màrtir). El va succeir el seu germà Şemseddin Bey (1349-1352).